# Línea Amarilla (Metro de Washington)
La línea Amarilla del Metro de Washington consiste de 17 estaciones, cuyas terminales inician en Huntington a Fort Totten. La línea termina en la estación Mount Vernon Square/7.ª Calle-Centro de Convenciones durante las horas pico. El servicio se extiende a las siguientes estaciones durante las horas menos ocupadas: Shaw-Universidad Howard, U St/Cardozo, Columbia Heights, Avenida Georgia-Petworth y Fort Totten. Esto fue originalmente parte de un programa de 18 meses que inició el 31 de diciembre de 2006. La línea empieza en el condado de Fairfax, Virginia, y cruza el Anillo Periférico (Capital Beltway), yendo hasta Alexandria y Arlington, cruzando el río Potomac vía el Puente Fenwick, y continúa al norte en el Distrito de Columbia hasta la Calle M  en el Cuadrante Noroeste, en la entrada del Centro de Convenciones de Washington.

La línea comparte las vías con la  línea Verde desde el centro de convenciones al norte de Fort Totten durante las horas menos transitadas. Es la conexión más rápida que se conecta con el centro de Washington y el Aeropuerto Nacional, y comparte casi toda su vía con la línea Verde y la  línea Azuls. La línea Amarilla solamente tiene dos estaciones que no comparte con ninguna otra línea (Avenida Eisenhower y Huntington), y sólo dos secciones de las vías que no son compartidas con ninguna otra línea– cuya sección se encuentra localizada en el extremo final de la línea, y la sección entre las estaciones L'Enfant Plaza y Pentágono, incluyendo el Puente Fenwick.
La línea Amarilla necesita 10 trenes de seis vagones (60 vagones en total) para operar a máxima capacidad.

## Estaciones
Las siguientes estaciones se encuentran en la línea, de sur a norte.
Estaciones que funcionan durante las horas normales
- Huntington
- Avenida Eisenhower
- Calle King (se une con la  línea Azul en la misma vía)
- Braddock Road
- Aeropuerto Nacional Ronald Reagan de Washington
- Crystal City
- Pentagon City
- Pentágono (diverge la línea Azul)

Cruza el río Potomac vía el Puente Fenwick
- L'Enfant Plaza (transferencia a las líneas Azul, Naranja y la planeada línea Plata y se une con la  línea Verde en la misma vía)
- Archives–Navy Memorial–Penn Quarter
- Gallery Place–Chinatown (transferencia a la  línea Roja)
- Mount Vernon Square/7.ª Calle–Centro de Convenciones (transferencia a la  línea Verde durante las horas pico; los trenes de la línea Amarilla terminan en una vía al norte de la estación durante horas pico)

Estaciones adicionales que funcionan durante las horas menos transitadas
- Shaw–Universidad Howard
- U St/African-Amer Civil War Memorial/Cardozo
- Columbia Heights
- Avenida Georgia-Petworth
- Fort Totten (transferencia a la  línea Roja y la  línea Verde). Los trenes de la línea Amarilla cruzan otra vez para atrás cambiando a las vías de sentido sur justo al norte de la estación Fort Totten.